# Металлофизика
Металлофизика или физика металлов — раздел прикладной физики, который занимается изучением свойств, атомно-кристаллической, дефектной и гетерофазной структуры металлов и их сплавов. Кроме этого металлофизика исследует условия термодинамического равновесия и характер протекания в металлических материалах различных процессов (фазовых превращений, диффузии и т. д.) при их получении, термической или механической обработке, а также — в ходе их службы в различных изделиях.
Областью изучения металлофизики является прочность, электропроводность, пластичность и другие характеристики металлов и их сплавов. Она считается теоретическим фундаментом металловедения, а её результаты имеют большое практическое значение для металлургии, электротехники, машиностроения и других прикладных дисциплин.